# Ralphie May
Ralph Duren "Ralphie" May (Chattanooga, Tennessee, Estats Units, 17 de febrer de 1972 - Las Vegas, 6 d'octubre de 2017) fou un comediant i actor estatunidenc amb una reeixida carrera tant en el vessant humorista com en el d'actor en pel·lícules.
Va patir obesitat durant tota la seva vida. El seu pes va augmentar fins als 360 kg, després d'un accident de cotxe als 16 anys. Va participar en el Celebrity Fit Club de VH1 i el 2004 es va sotmetre a un bypass gàstric, que va rebaixar el seu pes fins als 160 kg.
El 6 d'octubre de 2017 va morir d'una aturada cardiorespiratòria.